# Mochtheroides
Mochtheroides is een geslacht van kevers uit de familie van de loopkevers (Carabidae). De wetenschappelijke naam van het geslacht is voor het eerst geldig gepubliceerd in 1923 door Andrewes.

## Soorten
Het geslacht Mochtheroides omvat de volgende soorten:
- Mochtheroides klapperichi Jedlicka, 1953
- Mochtheroides niger Jedlicka, 1934
- Mochtheroides philippinensis Jedlicka, 1934
- Mochtheroides sericans Schmidt-Gobel, 1846